# 関口氏経
関口 氏経（せきぐち うじつね）は、戦国時代の武将。今川氏真の家臣。

## 人物
今川氏一族の堀越氏の縁類で、奏者の役を務めた。越中守または越後守。また、父である関口氏縁（彦三郎）も越後守から刑部大輔と名乗りを変えているため、後年に父を継いで刑部大輔を名乗った可能性もある。
徳川家康の正室・築山殿の父である関口氏純（瀬名氏からの養子）から見て本家筋に当たる家柄で、室町幕府奉公衆である関口政興（刑部大輔）の弟である氏兼（刑部少輔）が駿河に下って今川氏に仕えて堀越貞延の娘を娶ったが大永5年（1525年）に死去し、後を継いだ嫡子の刑部少輔（幼名:慶王）も程なく没したために瀬名氏貞の子である助五郎（氏純）が関口氏の婿養子になって相続したという。また、政興の子である氏縁（彦三郎・刑部大輔）も享禄4年（1531年）頃から今川氏に仕え、氏経（越後守）はその息子とされる。関口氏は今川氏からは堀越氏や瀬名氏と共に御一門衆としての待遇を受けて重臣の上に置かれていたが、氏純の刑部少輔家と氏縁・氏経父子の刑部大輔家の他に宮内少輔家の3つが存在していた。養子縁組で家系を繋いできた刑部少輔家に庶家の存在は想定出来ないこと、氏縁の兄弟が今川氏に仕えたことは確認できないため、宮内少輔家は氏経の弟の家と想定される。
桶狭間の戦い後に大給松平家に対する指南役をしていたことが判明している。
永禄11年（1568年）8月4日、遠江国井伊谷を治める井伊次郎に宛て、2年前に発せられた徳政令の実施を求める書状を送っている。また同日付で、井伊家の親類衆・被官衆へも同文の書状を送っており、その中で「井主」が独断的に徳政実施を徹底しなかったと批判している。同年11月9日、次郎直虎との連署になる書状では、祝田郷の有力者宛に徳政令の実施を命じている。
また、江戸時代初期に彦根藩筆頭家老木俣家にて書かれた『雑秘説写記』という文書によれば、新野親矩（左馬助）の甥にして氏経の息子が「井伊次郎」と名乗り、今川氏真の命で 井伊谷城主として送り込まれたと記述されており、それによれば、その「井伊次郎」が実は「直虎」だったのではないかとも想定出来る。
更に桶狭間の戦いで井伊直盛が戦死した後に同族である井伊直親（直政の父）が井伊氏を継いだものの、今川氏真に謀反の疑いで殺害されたとする従来の通説そのものを否定し、直盛の死後の井伊領は直盛に娘（現在まで「次郎法師」「井伊直虎」と比定されている人物）しか居ないことを理由に今川氏の直接支配下に置かれたものの、御一門衆である関口氏経の次男が直盛の娘との婚姻によって婿養子に入ることで再興が認められ、その婿養子こそが井伊次郎＝井伊直虎であるとする新説も出されている。
ただし、その『雑秘説写記』にも、氏経の「井伊次郎」と名乗ったとされる息子が「直虎」という諱を名乗ったとは記されておらず、女性である次郎法師が「直虎」という諱を名乗らなかったとまでは断定出来ていない。また、次郎法師も「井伊次郎」の幼名であるとする説もあるが、それも含めて今後の研究課題である。
永禄11年11月以降の氏経の動向は不明となっており、「井伊次郎」を含めて子孫の動向も判明していない。

## 登場する作品
- おんな城主 直虎（2017年、NHK大河ドラマ、演：矢島健一）